# Michael Mann (filmrendező)
Michael Mann (Chicago, 1943. február 5. –) BAFTA- és kétszeres Primetime Emmy-díjas amerikai filmrendező, forgatókönyvíró, producer.

## Életpályája
A londoni Nemzetközi Filmiskolában tanult. Az 1970-es években kezdett TV-s forgatókönyveket írni. A Starsky és Hutch című rendőrsorozat néhány epizódját is neki köszönhetjük. Már ekkor meglátszott alkotásain későbbi stílusa: a főszereplőpáros kapcsolatát, konfliktusait már itt a történet elé helyezte. Ugyanezt tette a Miami Vice, valamint a Crime Wave című, szintén zsarusorozatokban. Egy huzamosabb ideig a tv-nél építgette karrierjét. Első rendezése a The Jericho Mile címet kapta, s rangos tv-filmes díjat nyert. 1981-ben debütált a mozikban Az erőszak utcái című filmmel, melyben a főszerepet James Caan játszotta. „Mindig is olyan férfiak történetei érdekeltek – nyilatkozta alkotása kapcsán –, akik szinte az önfeláldozásig képesek a céljukra koncentrálni. Ennek érdekében felépítették a professzionalizmus védőbástyáját, amelyben én aztán dramaturgiai eszközökkel próbálok rést találni.” Ez a véleménye később sem változott, hiszen ugyanúgy megfigyelhetők a fanatikus karakterek Az embervadászban, mint például Az utolsó mohikán, a Szemtől szemben vagy A bennfentes című filmekben. Ugyancsak ezzel lehetne jellemezni 2004-es mozifilmjét, a Collateralt, amelyben Tom Cruise egy könyörtelen bérgyilkost alakít. Vincent képes akár a saját haláláig is elmenni, csak hogy elvégezhesse a rábízott feladatot.
Nemcsak Mann szereplőire jellemző a megszállottság, hanem magára a rendezőre is: előszeretettel vesz fel hússzor-harmincszor egy jelenetet csak azért, mert valaki elrontott egy hangsúlyt a dialógus során. Nem csoda hát, hogy alkotásaiban színészei általában életük legjobb alakítását nyújtják: Russell Crowe (A bennfentes), Will Smith (Ali) és Jamie Foxx (Collateral) mind-mind neki köszönheti élete legelső Oscar-jelölését. Ám nem csak színészeitől, hanem stábjának összes többi tagjától a maximumot várja el: a Collateral forgatásakor hónapokig állítgatták a kamerákat, hogy felvehessék az éjszakai Los Angeles lázálomszerű világát. Az eredmény igencsak meglepő volt: a Sunset Boulvardon átrohanó prérifarkasok és az eget eltakaró szmogról visszaverődő éjszakai utcafények látványa a világ összes nézőjét elkápráztatta. Oscar-díjra eddig négyszer jelölték: 2000-ben A bennfentesért, amely az 1996-os amerikai dohányper történetét mesélte el. Hatására mind a forgatókönyvíró, mind a rendező leszokott káros szenvedélyéről. Ezért a filmért rögtön három jelölést is kapott, mint a rendező, forgatókönyvíró és a gyártásvezető. Azóta még egy jelölést gyűjtött be, Martin Scorsese: Aviátor című filmjének gyártásvezetőjeként. A tv-hez napjainkig hű maradt, s több sorozatnak a producere, valamint rendezője.

## Filmográfia

### Film

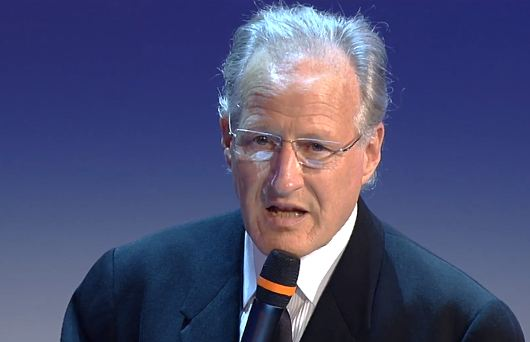
Michael Mann

| Év   | Magyar cím                  | Eredeti cím              | Feladatkör | Feladatkör | Feladatkör |
| Év   | Magyar cím                  | Eredeti cím              | Rendező    | Író        | Producer   |
| ---- | --------------------------- | ------------------------ | ---------- | ---------- | ---------- |
| 1981 | Az erőszak utcái            | Thief                    | Igen       | Igen       | Nem        |
| 1983 | Az erőd                     | The Keep                 | Igen       | Igen       | Nem        |
| 1986 | Az embervadász              | Manhunter                | Igen       | Igen       | Nem        |
| 1986 | Kezesbanda                  | Band of the Hand         | Nem        | Nem        | Vezető     |
| 1992 | Az utolsó mohikán           | The Last of the Mohicans | Igen       | Igen       | Igen       |
| 1995 | Szemtől szemben             | Heat                     | Igen       | Igen       | Igen       |
| 1999 | A bennfentes                | The Insider              | Igen       | Igen       | Igen       |
| 2001 | Ali                         | Ali                      | Igen       | Igen       | Igen       |
| 2003 |                             | Baadasssss!              | Nem        | Nem        | Vezető     |
| 2004 | Collateral – A halál záloga | Collateral               | Igen       | Nem        | Igen       |
| 2004 | Aviátor                     | The Aviator              | Nem        | Nem        | Igen       |
| 2006 | Miami Vice                  | Miami Vice               | Igen       | Igen       | Igen       |
| 2007 | A királyság                 | The Kingdom              | Nem        | Nem        | Igen       |
| 2008 | Hancock                     | Hancock                  | Nem        | Nem        | Igen       |
| 2009 | Közellenségek               | Public Enemies           | Igen       | Igen       | Igen       |
| 2011 | Texas gyilkos földjén       | Texas Killing Fields     | Nem        | Nem        | Igen       |
| 2015 | Blackhat                    | Blackhat                 | Igen       | Nem        | Igen       |
| 2019 | Az aszfalt királyai         | Ford v Ferrari           | Nem        | Nem        | Vezető     |
| 2023 | Ferrari                     | Ferrari                  | Igen       | Nem        | Igen       |

### Rövidfilmek
- Insurrection (1968)
- Jaunpuri (1971)
- 17 Days Down the Line (1972)

### Televízió
| Év      | Magyar cím                           | Eredeti cím                             | Feladatkör | Feladatkör | Feladatkör      | Megjegyzések                                      |
| Év      | Magyar cím                           | Eredeti cím                             | Rendező    | Író        | Vezető producer | Megjegyzések                                      |
| ------- | ------------------------------------ | --------------------------------------- | ---------- | ---------- | --------------- | ------------------------------------------------- |
| 1976    |                                      | Bronk                                   | Nem        | Igen       | Nem             | 2 epizód                                          |
| 1976    |                                      | Gibbsville                              | Nem        | Igen       | Nem             | 1 epizód                                          |
| 1975–77 | Starsky és Hutch                     | Starsky & Hutch                         | Nem        | Igen       | Nem             | 4 epizód                                          |
| 1976–78 |                                      | Police Story                            | Nem        | Igen       | Nem             | 4 epizód                                          |
| 1977    |                                      | Police Woman                            | Igen       | Nem        | Nem             | 1 epizód                                          |
| 1978–81 |                                      | Vega$                                   | Nem        | Igen       | Nem             | sorozat megalkotója                               |
| 1979    |                                      | The Jericho Mile                        | Igen       | Igen       | Nem             | tévéfilm                                          |
| 1980    |                                      | Swan Song                               | Nem        | Igen       | Nem             | tévéfilm                                          |
| 1984–90 | Miami Vice                           | Miami Vice                              | Nem        | Igen       | Igen            | forgatókönyvíró (1 epizód)                        |
| 1986–88 |                                      | Crime Story                             | Igen       | Sztori     | Igen            | - forgatókönyvíró (8 epizód) - rendező (1 epizód) |
| 1989    |                                      | L.A. Takedown                           | Igen       | Igen       | Igen            | tévéfilm                                          |
| 1990    |                                      | Drug Wars: The Camarena Story           | Nem        | Igen       | Igen            | minisorozat                                       |
| 1992    |                                      | Drug Wars: The Cocaine Cartel           | Nem        | Igen       | Igen            | tévéfilm                                          |
| 2002–03 | Gyilkossági csoport                  | Robbery Homicide Division               | Nem        | Igen       | Igen            | forgatókönyvíró (1 epizód)                        |
| 2011–12 | Befutó                               | Luck                                    | Igen       | Nem        | Igen            | rendező (1 epizód)                                |
| 2012    |                                      | Witness                                 | Nem        | Nem        | Igen            | dokumentumsorozat                                 |
| 2022    | Örökség: az LA Lakers igaz története | Legacy: The True Story of the LA Lakers | Nem        | Nem        | Igen            | dokumentumsorozat                                 |
| 2022–   | Tokyo Vice                           | Tokyo Vice                              | Igen       | Nem        | Igen            | rendező (1 epizód)                                |